# Нельсон, Азума
Азума Нельсон (англ. Azumah Nelson род. 19 июля 1958) — ганский боксер, выступавший во второй полулёгкой, полулёгкой и лёгкой весовых категориях. Чемпион мира по версии WBC (1984—1990; 1990—1994; 1995— 1997), претендент на чемпионский титул по версии IBF (1990) и IBA (1998).

## Карьера
Азума Нельсон дебютировал на профессиональном ринге 1 декабря 1979 года победив судейским решением своего соотечественника Билли Кваме. 3 марта 1980 года в своем третьем профессиональном поединке завоевал титул чемпиона Ганы в полулёгкой весовой категории. 13 декабря того же года, в своем шестом поединке завоевал титул чемпиона по версии Африканского боксерского союза (англ. African Boxing Union) в полулёгком весе. 26 сентября 1981 года провел свой десятый профессиональный поединок и завоевал титул чемпиона стран Содружества, 3 декабря того же года и 28 февраля 1982 года провел две успешные защиты титула. 
21 июля 1982 года Нельсон потерпел первое поражение в профессиональной карьере (до этого у него было 13 побед, 10 из которых были добыты досрочно) от Сальвадора Санчеса в бою за титул чемпиона мира в полулёгком весе по версии WBC. 23 ноября 1982 года провел ещё один боя за титул чемпиона стран Содружества. 8 декабря 1984 года Азума Нельсон нокаутировал действующего чемпиона Вильфредо Гомеса и выиграл у него пояс чемпион мира по версии WBC, после чего провел 6 успешных защит титула.
После шестой защиты титула перешёл во вторую полулёгкую весовую категорию. В первом же поединке, который состоялся 29 февраля 1989 года выиграл вакантный титул чемпиона по версии WBC, провел 4 успешных защиты пояса. 
После четвёртой защиты пояса в полулёгком весе, Нельсон перешёл в лёгкий вес. 19 мая 1990 года в своем первом поединке в рамках лёгкого веса потерпел второе поражение в карьере от Пернелла Уитакера в бою за титулы чемпиона по версиям WBC и IBF. 13 октября 1990 года, после поражения от Уитакера вернулся во второй полулёгкий вес и в первом же поединке против Хуана Лапорте вернул титул чемпиона мира WBC. 28 июня 1991 года свёл вничью бой с Джеффом Фенеком, а во второй встрече, которая состоялась 1 марта 1992 года победил его техническим нокаутом. 7 ноября 1992 года защитил титул против Кэлвина Гроува. 20 февраля 1993 года вновь защитил титул в бою с Габриэлем Руеласом. 10 сентября 1993 года состоялся бой между Нельсоном и Джеймсом Лейхом, который завершился ничьей. 7 мая 1994 года состоялся реванш в котором Лейха выиграл единогласным судейским решением, таким образом Нельсон потерпел третье поражение в карьере и лишился чемпионского титула.  1 декабря 1995 года Нельсон вновь завоевал чемпионский титул в бою против Габриэля Руеласом (которого ранее побеждал в 1993 году). 1 июня 1996 года провел третий бой против Джеймса Лейха и одержал победу техническим нокаутом. 22 марта 1997 года потерпел четвертое от Дженаро Эрнандеса поражение и вновь потерял чемпионский титул.
1 июля 1998 года провёл 4-й бой против Лейха за вакантный титул чемпиона мира по версии IBA, этот поединок завершился победой Лейха единодушным судейским решением. 24 июня 2008 года провел свой последний поединок на профессиональном ринге против Джеффа Фенека, с которым ранее дважды встречался в ринге, поединок закончился поражением для ганского боксера раздельным судейским решением.
Всего за свою карьеру Азума Нельсон провел 47 поединков, в 39 из них одержал победу, 28 из них нокаутом, потерпел  6 поражений (одно досрочно) и 2 боя свел вничью.